# 克拉克·克利福德
克拉克·麦克亚当斯·克利福德（英語：Clark McAdams Clifford，1906年12月25日—1998年10月10日），美国的律师，曾担任多任总统的政治顾问。先后担任法律特别顾问、外交顾问、情报顾问委员会主席、国防部长。

## 生平
1906年，出生于堪萨斯州司各特堡。1928年，获得圣路易堡华盛顿大学法学学士学位。
1946年，任美国总统的海军助理、法律特别顾问。1961年，任美国总统的外交顾问、国外情报顾问委员会主席。1968年，任美国国防部长。1969年，再度从事律师业。1977年，奉派塞浦路斯担任特使。1980年，奉派印度担任特使。1982年，为国际商业信贷银行主席。1991年，国际商业信贷银行丑闻被揭露。
1998年，去世。